# Mercurio Peruano
Mercurio Peruano a fost un ziar publicat în Peru între 1790 și 1795. A fost prima lucrare științifică din țară. Au fost publicate peste 400 de numere.

## Istorie
Ziarul a fost creat de un cerc de tineri intelectuali ai Iluminismului Peruvian. Subiectele prezentate au fost diverse, dar s-au concentrat pe Peru și peruani. Mercurio Peruano nu numai că a fost un ziar important al Secolului Luminilor, ci și primul ziar peruan. Jean-Pierre Clément, profesor de literatură și civilizație spaniolă și hispano-americană la Universitatea din Poitiers, a dedicat mai mult de 20 de ani studiului ziarului Mercurio Peruano și a prezentat un rezumat al investigațiilor sale, inclusiv o selecție de articole tipice și o analiză a problemelor tehnice și administrative cu care s-a confruntat ziarul.